# Botchan
Botchan (坊っちゃん) är en bok som skrevs av Natsume Sōseki 1906. Boken handlar om moral och anses vara en av de populäraste romanerna i Japan.

## Handling
Botchan är huvudpersonen som är född i Tokyo och precis blivit examinerad matematiklärare. Sedan tar han jobb i staden Matsuyama på ön Shikoku. Det blir en väldigt annorlunda upplevelse, då staden inte alls är lika modern som Tokyo.
- Botchan på Wikibooks.